# 顶冠金牌

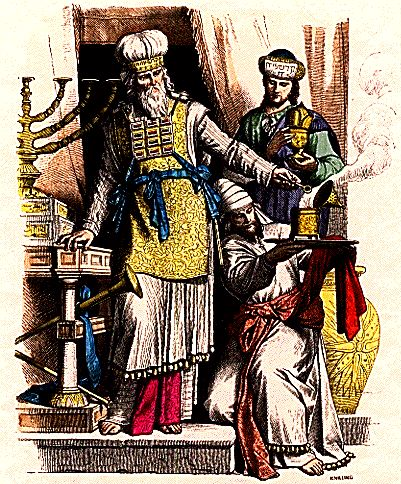
犹太教大祭司

顶冠金牌（tziytz צִיץ）是犹太教大祭司在帐幕和耶路撒冷圣殿中侍奉时，佩戴在顶冠上的一面金牌。

## 词源
希伯来文tziytz (צִיץ)通常是指“花”或“开花”。例如“凡属肉体的人尽都如草，他一切的荣美都像草上的花”。这个词不只用于大祭司的顶冠，而且用于所罗门圣殿构件上雕刻的花（列王记上6:35）。

## 希伯来圣经
其记载见于出埃及记 28:36–38：
[36]你要用纯金作一面牌，在上面按刻图章之法，刻着归耶和华为圣。[37]要用蓝细带子，将牌系在顶冠前面。[38]这牌必在亚伦的额上，亚伦要担当干犯圣物的罪孽；这些圣物是以色列人所分别为圣，作他们一切圣礼物的；这牌要常在他的额上，使他们可以在耶和华面前蒙悦纳。
顶冠金牌是一个矩形小牌，用希伯来字母雕刻着“归耶和华为圣”，四个角钻孔，让蓝色细带子通过（出埃及记 39:31），系在大祭司的顶冠上。
出埃及记 39:30将顶冠金牌称作“圣冠”。
根据塔木德记载，佩戴金牌是为了部分以色列人的傲慢之罪进行赎罪（巴比伦塔木德.Zevachim 88b）。